# Pryteria apicella
Pryteria apicella är en fjärilsart som beskrevs av Embrik Strand 1919. Pryteria apicella ingår i släktet Pryteria och familjen björnspinnare. Inga underarter finns listade i Catalogue of Life.